# Güzelyurt, Çerkeş
Güzelyurt là một xã thuộc huyện Çerkeş, tỉnh Çankırı, Thổ Nhĩ Kỳ. Dân số thời điểm năm 2010 là 283 người.